# Ectropis abietaria
Ectropis abietaria là một loài bướm đêm trong họ Geometridae.